# Julius Naue

Julius Naue

Julius Naue (* 17. Juni 1833 in Köthen (Anhalt); † 14. März 1907 in München) war ein deutscher Maler, Zeichner, Radierer und Archäologe.

## Leben
Die Basis seiner künstlerischen Karriere legte Naue in Nürnberg als Schüler des Malers August von Kreling. Mit dessen Fürsprache kam Naue mit 26 Jahren in das Atelier des Malers Moritz von Schwind in München und blieb dort bis 1866. Während dieser Zeit entstanden u. a. „Verkündigung Maria“ (1862), „Die nordische Sage“ (Aquarell) (1864) und „Der Krötenring“ (1865).
1868 bekam Naue von Hermann Lingg den Auftrag, die Villa Lingg in Lindau, Bregenzer Str. 5 mit acht Fresken auszuschmücken: Germania, Roma, Alarich, Geiserich, Chlodwig, Alboin, Odoaker und Theoderich (heute verloren) (Frieda Port, Hermann Lingg, eine Lebensgeschichte, München 1912, p. 222). In den Jahren 1869–71 zeichnete er 15 große Kartons zur Geschichte der Völkerwanderung (in Lichtdruck vervielfältigt). 1872–1873 entstand ein Prometheus-Zyklus in Aquarell, 1873–74 malte er im Ballsaal des Römischen Hauses zu Leipzig Schwinds „Aschenbrödel“ in Wachsfarben. 1873 erschien auch die Prachtausgabe von Eduard Mörikes „Historie von der schönen Lau“ mit den Umrissradierungen Naues nach Illustrationsentwürfen von Moritz von Schwind. Den Winter 1874 verbrachte er in Rom. Von 1875 bis 1877 führte er in einem Privathaus in Hamburg einen Freskenzyklus aus: „Das Schicksal der Götter nach der deutschen Heldensage“, und 1879 in einem Schloss in Mecklenburg sieben Temperabilder aus dem Epos „Helgi und Sigrun“ aus. Er hat auch radiert und Zeichnungen für den Holzschnitt nach Schwind gefertigt.
In seiner archäologischen Arbeit prägte Naue im April 1884 mit seinem Vortrag zum Thema Die prähistorischen Schwerter vor der Anthropologischen Gesellschaft in München den Begriff Griffzungenschwert. Seine Beiträge bestanden maßgeblich in der Erforschung von Hügelgräbern der Bronzezeit. Als Autodidakt legte er eine Reihe kleinerer Publikationen vor, die die Eberhard Karls Universität Tübingen als Grundlage für eine Promotion 1887 mit einer Dissertation unter dem Titel Die Hügelgräber zwischen Ammer- und Staffelsee akzeptierte. Von seinem als mehrbändigen Werk angelegten Projekt Die Bronzezeit in Oberbayern erschien jedoch nur der erste Band im Jahr 1894, das aus einer Überarbeitung und Erweiterung seiner Dissertation bestand.
Naue war Mitglied des Münchner Vereins für Christliche Kunst. Im Alter von über 71 Jahren starb er am 14. März 1907 in München.

## Werke (Bilder)
- Verkündigung Mariae (1862)
- Die nordische Sage (1864)
- Der Krötenring (1865)
- Das Märchen von Kaiser Heinrich I. und der Prinzessin Ilse (1866)
- Amalasuntha. Porträt der Ostgotenkönigin (1872)
- Das Schicksal der Götter nach der Deutschen Heldensage (1877)
- Helgi und Sigrun (1879)

## Werke (Bücher)
- Die Hügelgräber zwischen Ammer- und Staffelsee – geöffnet, untersucht und beschrieben. Enke, Stuttgart 1887 (zugl. Univ. Diss. Tübingen 1887) (Google Books).
- Die Bronzezeit in Oberbayern – Ergebnisse der Ausgrabungen und Untersuchungen von Hügelgräbern der Bronzezeit zwischen Ammer- und Staffelsee und in der Nähe des Starnbergersees. Band 1, München, Piloty & Löhle, 1894